# Prava LGBT osoba u Mađarskoj
Prava LGBT osoba u Mađarskoj razvijala su se kroz povijest Mađarske. Homoseksualnost je legalna u Mađarskoj za muškarce i žene, a diskriminacija na temelju seksualne orijentacije i rodnog identiteta je zabranjena. Ipak, istospolni parovi nemaju sva zakonska prava koja imaju oženjeni heteroseksualni parovi. Registrirana partnerstva za istospolne parove legalizirana su 2009. godine, no istospolni brak je zabranjen.

## Zakoni

### Seksualna aktivnost osoba istog spola
U prvom mađarskom kaznenom zakonu homoseksualnost je bila kažnjiva zatvorskom kaznom u trajanju do 1 godine. Godine 1961. dekriminalizirana je homoseksualnost za osobe starije od 20 godina, a novim kaznenim zakonom iz 1978. ta je dobna granica smanjena na 18 godina. Ustavni sud 2002. godine odredio je 14 godina kao minimalnu dob mogućnosti pristanka na seksualne odnose za heteroseksualne i homoseksualne osobe. Homoseksualnim i biseksualnim osobama nije zabranjeno služenje u vojsci.

### Sažetak
| Istospolna seksualna aktivnost legalna                                             | (od 1961.)                                                 |
| Izjednačena dob pristanka                                                          | (od 2002.)                                                 |
| Zakoni o suzbijanju diskriminacije                                                 | (od 2003.)                                                 |
| Istospolni brak                                                                    | (od 2012.)                                                 |
| Priznanje istospolnih veza                                                         | (kohabitacija od 1996., registrirana partnerstva od 2009.) |
| Zajedničko posvajanje                                                              | NE                                                         |
| Posvajanje djece partnera                                                          | NE                                                         |
| Dopušteno služenje u vojnim tijelima                                               | (nije dopušteno transrodnim osobama)                       |
| Dopušteno mijenjanje pravnog spola                                                 | U redu                                                     |
| Komercijalno surogatno majčinstvo dostupno muškim parovima                         | (nije dopuštena bez obzira na seksualnu orijentaciju)      |
| IVF dostupan lezbijskim parovima                                                   | NE                                                         |
| Osobama koje prakticiraju istospolne seksualne aktivnosti dopušteno doniranje krvi | / (dopušteno nakon 1 godine od posljednjeg odnosa)         |